# آبشار دلانیز
آبشار دلانیز (به انگلیسی: Delaneys Falls) آبشاری است که در مینه‌سوتا واقع شده و ارتفاع کلی ریزشگاه آن ۳۰ متر است.